# Mies Meulders
Mies Maria Meulders (Turnhout, 1 juni 1970) is een Belgische zangeres, actrice, presentatrice en bekende stem.
Op 24-jarige leeftijd wordt ze bekend als zangeres bij De Lama's. Nadien zingt ze nog bij Kloot Per W en als gastzangeres bij de The Boerenzonen op Speed, voor "Vel tegen Vel".
Als presentatrice werkt ze 6 jaar bij Studio Brussel waar ze "Keinijg" en "Metalopolis" presenteert, later ook het nachtprogramma "Onrust".
Daarna presenteert ze de quiz "Teamwork" voor Canvas en is ze vast panellid bij de Wies Andersen Show op VTM. 
Ze vertolkt gastrollen in onder andere Wittekerke, in Windkracht 10, Engeltjes, Aspe en Team Spirit.
Als stem is ze te horen in verschillende documentaires en reclamespots.
Naast haar werk in de media heeft (Mies) Maria al sinds 2002 haar eigen praktijk als Body and Soul Coach. Ze begeleidt en gidst mensen bij het (her)vinden van hun zinderende kracht, en het thuiskomen in en bij zichzelf. Ze is o.a. gecertificeerd als meditatieleerkracht en TRE- en QEC-provider.